# チノー
株式会社チノー（英: Chino Corporation）は、東京都板橋区に本社を置く、日本の計測機器メーカー。赤外線計測分野は国内シェアトップクラス、燃料電池評価試験分野では世界シェアトップクラスとなっている。

## 商品・サービス
- 記録計
- 調節計
- サイリスタレギュレータ
- 温度センサ
- 放射温度計
- 熱画像計測装置
- 水分計・厚さ計
- 各種センサ・データロガー
- 計装システム
- 燃料電池評価試験装置
- トレーサビリティ

熱電対などの温度センサから赤外線放射温度計、熱画像計測装置、温度計、湿度計、そしてそれらのデータを記録する記録計や温度調節計、測定値を無線で送信するセンサ、さらには燃料電池の評価試験装置からコンプレッサの性能試験装置まで、幅広く製造・販売・輸出している。また、計測器の校正装置製造販売やトレーサビリティ試験も行っている。
その他、製品評価技術基盤機構より温度計・湿度計校正認定事業者としての認定を取得し、校正サービスを提供している。

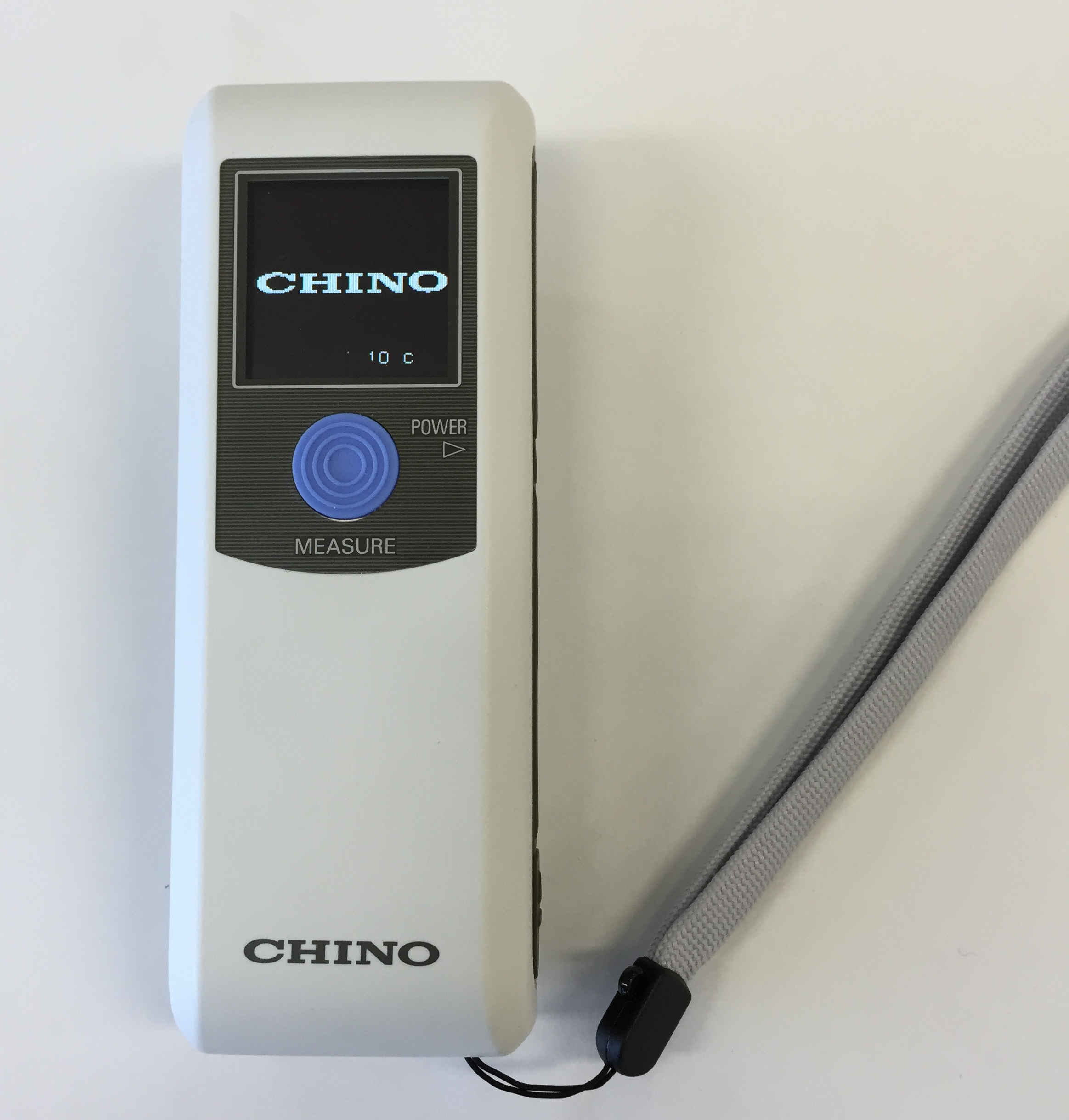
TP-S（熱画像付き放射温度計）
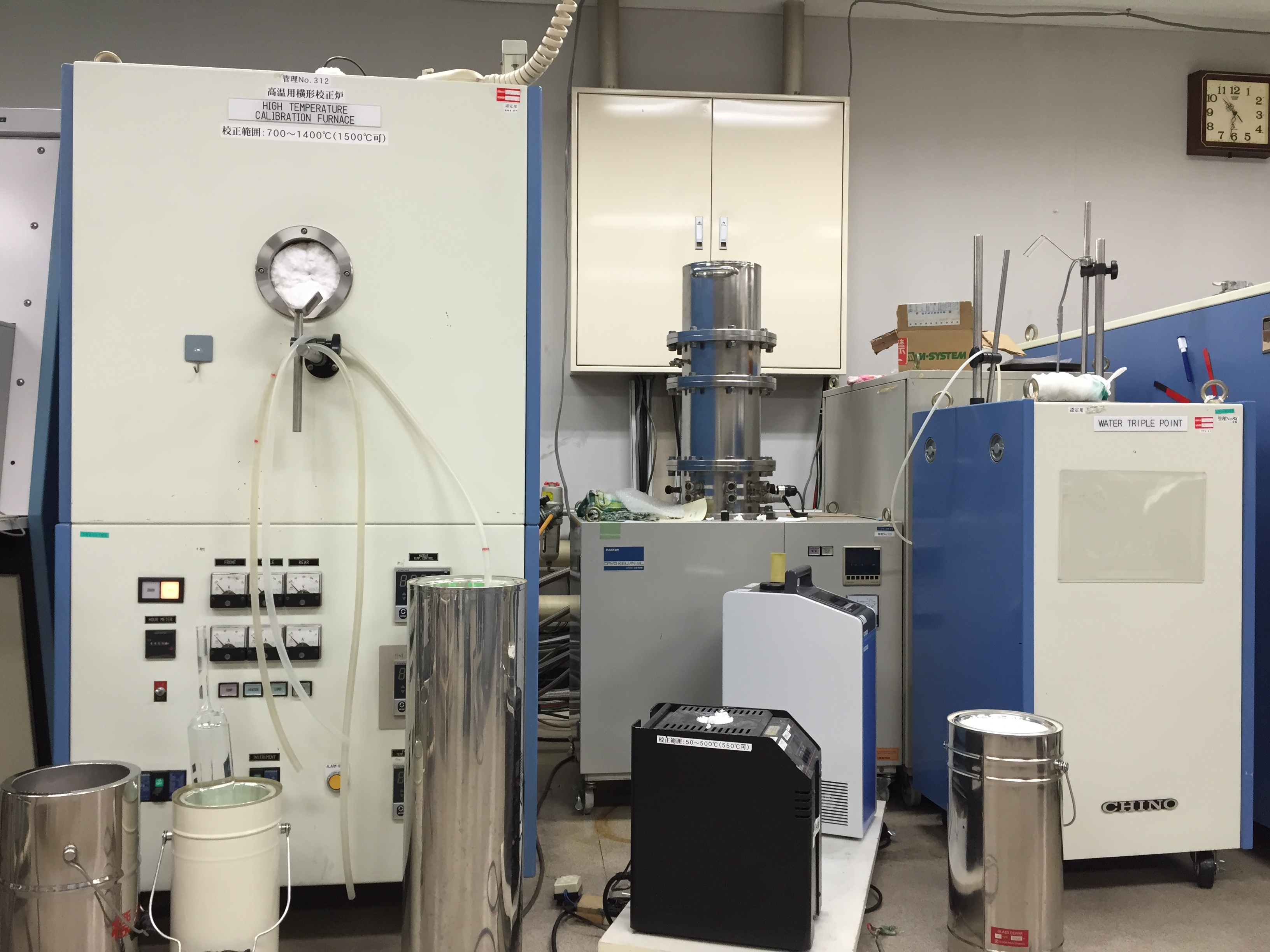
温度校正装置
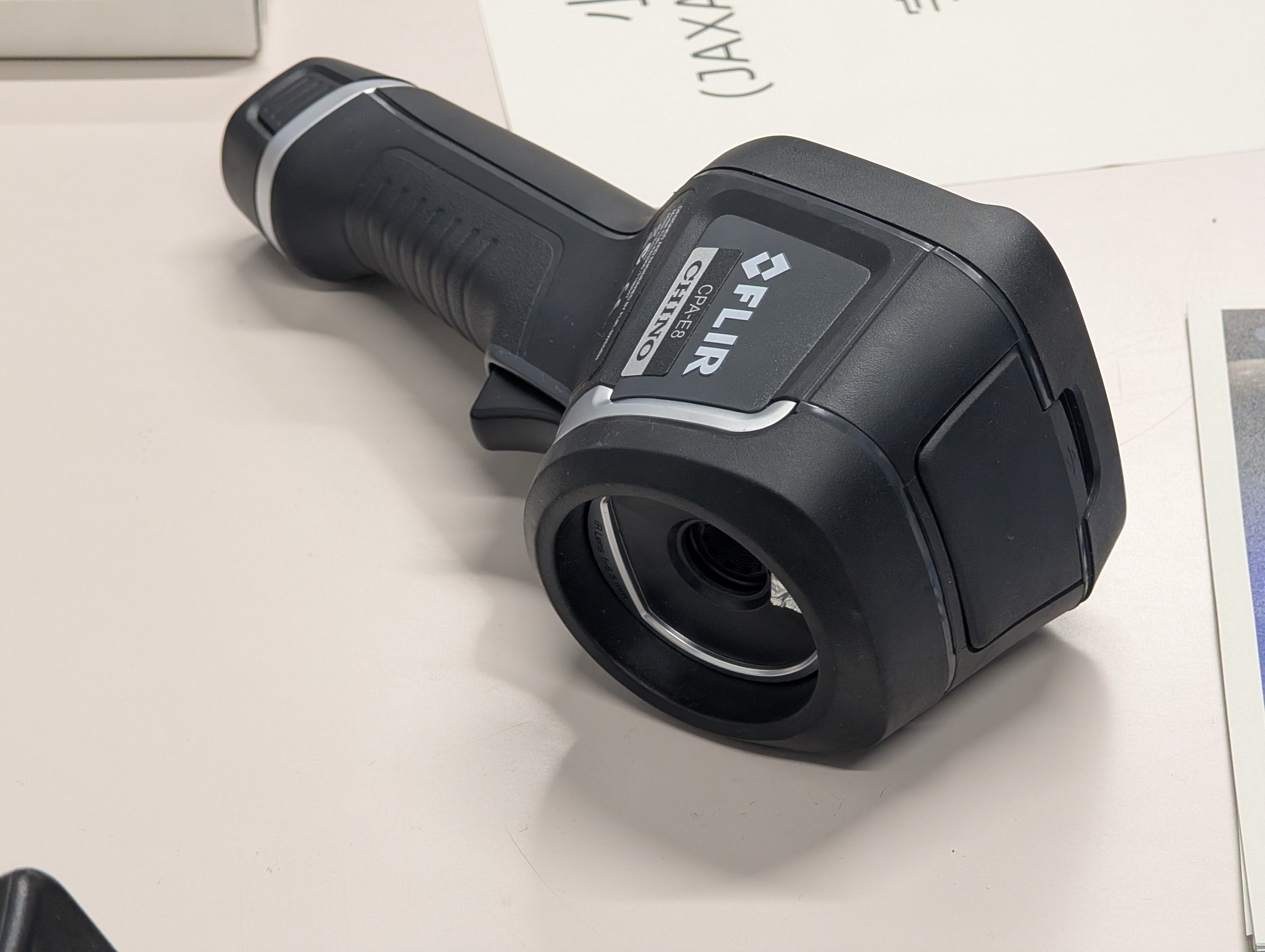
携帯用小形熱画像カメラ CPA-E8

## 沿革
- 1913年 - 創業
- 1936年 - 株式会社千野製作所（現：株式会社チノー）を設立
- 1962年 - 東京証券取引所2部に上場
- 1963年 - 藤岡事業所完成
- 1977年 - 千幸電機株式会社（現・株式会社チノーソフテックス）を設立
- 1978年 - 久喜事業所完成
- 1979年 - 東京証券取引所1部に銘柄指定替え
- 1983年 - 米国に販売子会社CHINO Works America Inc.を設立
- 1986年 - 株式会社チノーに社名変更
- 1989年 - 韓国チノー株式会社を設立
- 1990年 - 本社・研究所ビル完成、移転
- 1992年 - 山形県天童市に株式会社山形チノーを設立
- 1993年
  - 株式会社チノーサービスを設立
  - 中国に上海大華一千野儀表有限公司を設立
- 1994年
  - 標準室、温度校正機関・認定事業者として国家認定を取得。JCSS計量法認定事業者（登録番号0024）、登録区分「4」温度、「24」湿度
  - 藤岡事業所、ISO9001の認証を取得
- 1996年 - インドにCHINO-LAXSONS (India) Ltd. を設立
- 1997年 - 久喜事業所、ISO9001の認証を取得
- 1998年 - 三基計装株式会社の全株式を取得
- 1999年 - 全社ISO9001の認証を取得
- 2002年
  - 中国に海外資材調達事務所を開設
  - 全社ISO14001の認証を取得
- 2003年 - 中国に千野測控設備（昆山）有限公司を設立
- 2006年
  - 子会社千幸電機株式会社を株式会社チノーソフテックスに社名変更
  - 東京精工株式会社の全株式を取得
  - 株式会社浅川レンズ製作所の全株式を取得
- 2009年 - インドCHINO-LAXSONS (India) Private Ltd. の全株式を取得し、CHINO Corporation India Pvt. Ltd. に社名変更
- 2010年 - アーズ株式会社の株式を取得
- 2011年 - 東京精工株式会社を吸収合併
- 2012年
  - 株式会社山形チノーを吸収合併
  - タイに CHINO Corporation (Thailand) Limited を設立
- 2014年 - アルバック理工株式会社の全株式を取得し、アドバンス理工株式会社に社名変更
- 2015年 - 株式会社チノーサービスを吸収合併
- 2016年 - 創立80周年
- 2019年 - 藤岡事業所が第38回 工場緑化推進全国大会にて2019年度「全国みどりの工場大賞」経済産業大臣賞を受賞
- 2020年 - 明陽電機株式会社を子会社化

## 経営

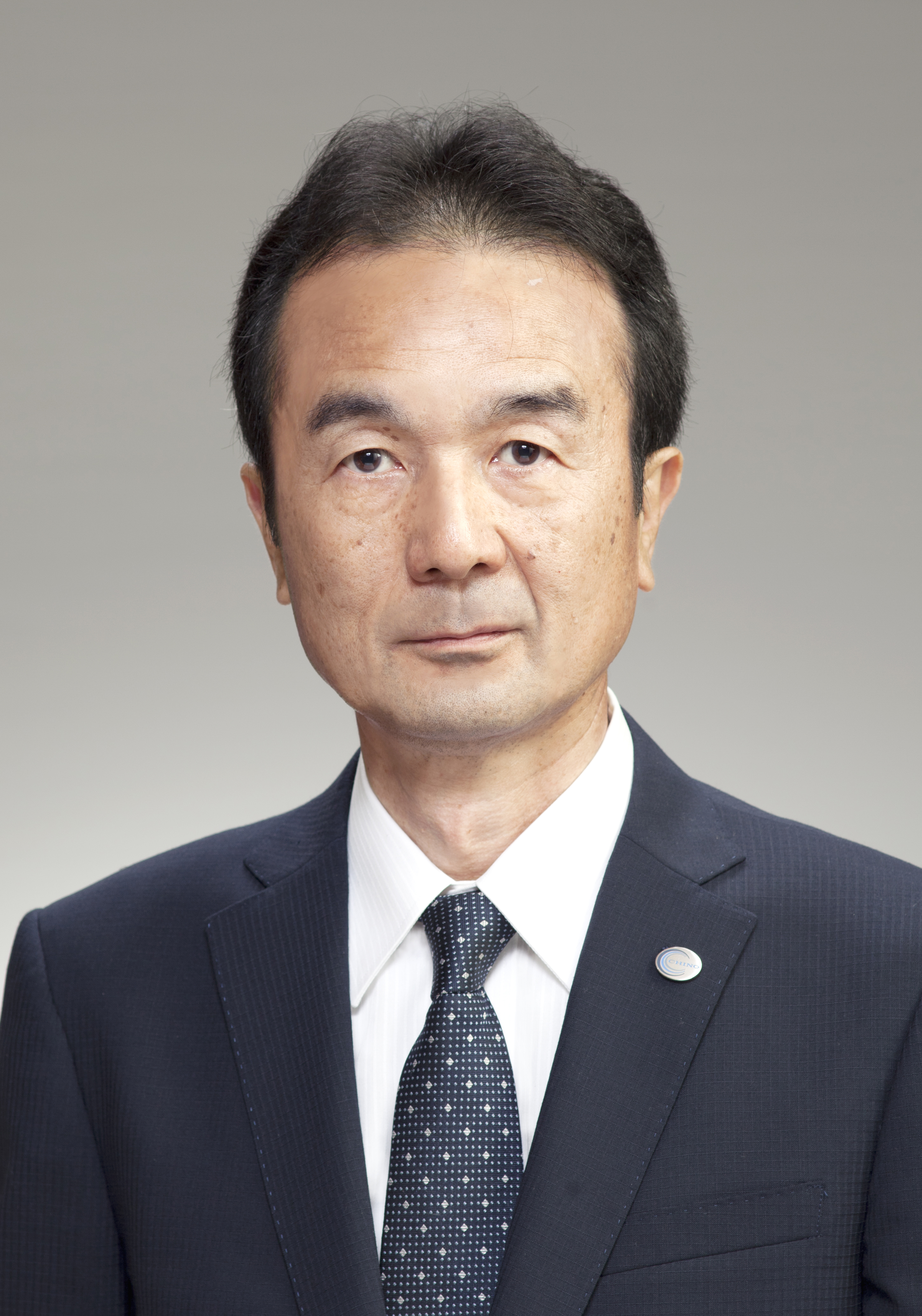
代表取締役社長 - 豊田三喜男
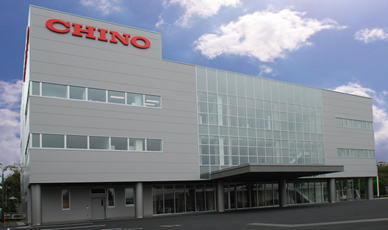
所在地
  - 本社 - 東京都板橋区
  - 藤岡事業所 - 群馬県藤岡市
  - 久喜事業所 - 埼玉県久喜市
  - 山形事業所 - 山形県天童市

- 代表取締役社長 豊田三喜男
- 藤岡事業所

## 主要子会社
- 株式会社チノーソフテックス（ソフトウエア等の設計）
- 三基計装株式会社（産業用最適空気循環装置、植物工場製作と電気計装工事）
- 株式会社浅川レンズ製作所（光学機器、部品の設計・製作ならびに販売）
- アーズ株式会社（センサネットワーク製品開発・販売、各種IP開発）
- アドバンス理工株式会社（赤外線ゴールドイメージ炉、ゼーベック係数測定装置(ZEM)など製造・販売）
- 明陽電機株式会社（船舶エンジン用温度センサ、各種船舶搭載機器などの設計・製造・販売）
- CHINO Works America Inc.（計測制御機器、センサの販売）
- Shanghai Dahua-Chino Instrumentation Co., Ltd. （計測制御機器の販売）
- Chino Instrumentation (Kunshan) Co., Ltd.（計測システム、計測制御機器の製造・販売）
- Korea Chino Corporation （計測制御機器、放射温度計、計装システムの製造・販売）
- Chino Corporation India Private Limited （インドにおける記録計、調節計など計測制御機器の生産・販売）
- Chino Corporation (Thailand) Limited　（東南アジア諸国連合各国への全製品の販売およびエンジニアリング・保守・点検・修理サービス）